# Karel Poborský
Karel Poborský (* 30. března 1972 Jindřichův Hradec) je bývalý profesionální fotbalový záložník a reprezentant České republiky. V současnosti je podnikatel a fotbalový funkcionář. Během hráčské kariéry nejčastěji operoval na pravém křídle a jeho přednostmi byly technická vyspělost a rychlost. Se 118 odehranými zápasy je druhý v počtu startů za český reprezentační A-tým.
Získal přezdívku Steve podle kanadského lyžaře Steva Podborskiho, neboť na fotbalovém hřišti s trochou nadsázky „jezdil“ podobně rychle jako tento kanadský lyžař na svahu.

## Klubová kariéra

### Mládežnická léta
Karel Poborský začínal s fotbalem v jihočeském městě Třeboň (v klubu TJ Jiskra Třeboň), odtud v roce 1984 odešel do Dynama České Budějovice. Sice se ještě na rok vrátil do Třeboně, nicméně od roku 1988 se stal kmenovým hráčem Dynama České Budějovice.

### Dynamo České Budějovice
V dresu Dynama zahájil svou profesionální fotbalovou kariéru. Svůj debut v první lize absolvoval 13. srpna 1991 v domácím zápase proti Bohemians 1905, který však jihočeský klub prohrál 0:2. První ligový gól vstřelil 15. března 1992 v utkání proti slovenskému mužstvu FK Dukla Banská Bystrica, České Budějovice doma zvítězily 2:0. V černobílém dresu Dynama podával Karel Poborský výborné výkony a získal si mnoho fanoušků. Jeho forma jej dovedla až do reprezentačního A-týmu, kde debutoval v roce 1994.

### FK Viktoria Žižkov
V témže roce přestoupil poněkud překvapivě do FK Viktorie Žižkov, ačkoli o něj usilovaly oba slavnější pražské kluby AC Sparta Praha a SK Slavia Praha. V srpnu 1994 se nádherně trefil proti Hradci Králové. Ve 29. minutě převzal míč a sprintoval po pravé straně dopředu. Před pokutovým územím přeloboval hradeckého brankáře Karla, míč zaplachtil přesně do rohu brány. Žižkov porazil svého soupeře 3:0. Tato branka se dostala v roce 2013 do nominace o nejkrásnější gól české ligy. O několik dní později 11. srpna se trefil i v předkole Poháru vítězů pohárů 1994/95 proti švédskému klubu IFK Norrköping, v 73. minutě zařídil střelou pod břevno domácí výhru 1:0. Odveta ve Švédsku skončila remízou 3:3, Viktoria postoupila do 1. kola, kde vypadla s londýnskou Chelsea FC po výsledcích 2:4 venku a 0:0 doma.
Za Viktorii odehrál pouze jednu sezónu 1994/1995, ve 27 ligových zápasech vstřelil 10 gólů. Jeden zápas přidal v sezóně 1995/1996 a poté přestoupil do Slavie Praha.

### SK Slavia Praha
V sezóně 1995/1996 oblékal Karel Poborský dres Slavie Praha. Odehrál zde pod trenérem Františkem Ciprem 27 zápasů a vsítil 11 gólů. Na konci sezóny oslavil se Slavií titul, první po 49 letech. Poborský se podílel i na úspěšném tažení Slavie pohárovou Evropou.
3. prosince 1995 rozhodl Poborský ve druhém zápase třetího předkola Poháru UEFA utkání proti francouzskému týmu RC Lens, když v prodloužení (96. minuta) vstřelil jedinou branku dvojutkání a zařídil tak postup svého týmu do čtvrtfinále. V něm narazila Slavia na AS Řím, v prvním zápase 5. března 1995 otevíral v 10. minutě Karel Poborský skóre, Slavia domácí zápas vyhrála 2:0. V odvetě uhrál pražský klub prohru 1:3, která mu zajistila postup do semifinále.
V semifinále Poháru UEFA 1995/1996 Slavii vyřadilo francouzské mužstvo FC Girondins de Bordeaux, když vyhrálo oba zápasy shodně 1:0.
V létě 1996 se uskutečnilo Mistrovství Evropy, na němž český tým dokráčel až do finále proti Německu, kterému podlehl 1:2 po prodloužení. Karel Poborský na evropském fotbalovém šampionátu zazářil a dostal se do hledáčku předních evropských klubů. Nakonec jej získal anglický Manchester United za 143,5 milionu korun.

### Manchester United
Přestup do jednoho z největších světových klubů nebyl bez problémů. Pro mladého hráče to bylo první zahraniční angažmá, navíc neuměl anglicky a musel zrychlit práci s míčem a pozměnit fotbalový styl. Fotbalově vyrostl, nicméně v prvním týmu neměl nadějný záložník jisté místo v sestavě, neboť měl na svém postu silnou konkurenci v osobě Davida Beckhama. Za anglický velkoklub odehrál během jedné a půl sezóny 37 utkání a dal 6 gólů.

### Benfica Lisabon
V červenci 1998 následoval přestup do Portugalska - do lisabonského klubu SL Benfica. Benfica za něj zaplatila 5 milionů dolarů (167,56 milionu korun dle tehdejšího kurzu). Technická úroveň portugalského fotbalu Poborskému vyhovovala, velmi záhy se stal oblíbeným hráčem fanoušků, které bavily jeho parádičky, nasazení a fotbalová chytrost. Ještě v první sezóně v roce 1998 v utkání proti Braze předvedl sólo přes téměř celé hřiště, obešel několik protihráčů a překonal i brankáře, příznivcům se při této akci vybavila vzpomínka na Diega Maradonu. V téže sezóně (1998) vstřelil druhý gól Benficy v zápase s rivalem FC Porto a podílel se tak na vítězství svého týmu 3:0.
Společně s portugalským reprezentantem João Pintem vytvořil páteř týmu z hlavního města Portugalska. V Benfice prožil Karel Poborský 4 sezóny, v nichž se mu herně dařilo. Po půl roce byl vyhlášen nejlepším cizincem mužstva a dostal se i do nejlepší jedenáctky portugalské ligy. Ačkoli po fotbalové stránce zažíval skvělé období kariéry, klubu se nepodařilo vyhrát žádnou trofej.
Na podzim roku 2000 se změnilo klubové vedení, přišel nový trenér Oliveira a Karel Poborský už nedostával tolik příležitostí. Český hráč se rozhodl změnit prostředí. Na začátku roku 2001 jej za v přepočtu 92,5 milionu korun vykoupilo ze smlouvy Lazio Řím.

### Lazio Řím

#### Sezóna 2000/2001
Lazio Řím shánělo pravého záložníka a Pavel Nedvěd klubu doporučil Karla Poborského. Po jeho angažování z Benficy Lisabon v lednu 2001 mu kolega z české reprezentace Nedvěd pomohl s mnoha věcmi, zejména s adaptací na nové prostředí. Karel Poborský podepsal v Laziu smlouvu na rok a půl. Oba čeští reprezentanti spolu odehráli za Lazio několik zápasů, dokud Pavel Nedvěd nepřestoupil po půlroce do Juventusu Turín. V mužstvu pak Poborský nastupoval vedle hráčů jako Alessandro Nesta, Dino Baggio, Hernán Crespo a Marcelo Salas.
Trenér Dino Zoff nasadil Karla Poborského do základní sestavy již v prvním utkání po přestupu proti Udinese Calcio 13. ledna 2001, které Lazio v Udine vyhrálo. Český záložník se uvedl výborným výkonem, po jeho rohovém kopu si v úvodu utkání srazil domácí Zamboni míč do vlastní sítě. Pět minut po poločasové přestávce našel Poborský nadýchaným centrem z pravé strany chilského útočníka Marcela Salase, jenž z voleje skóroval. Lazio zápas vyhrálo 4:3.
28. ledna 2001 porazil římský klub Fiorentinu hladce 4:1, Karel Poborský odehrál opět velmi dobře celý zápas.
18. února 2001 Poborský strávil na hřišti úvodních 72 minut zápasu s Perugií, poté jej vystřídal argentinský záložník Lucas Castromán. Lazio vyhrálo v Perugii gólem Diega Simeoneho 1:0.
25. února 2001 vstřelil Karel Poborský svůj první gól v italské lize během zápasu s Veronou, ta podlehla doma Laziu 3:5, když se vedle Poborského trefil jednou i Pavel Nedvěd a třikrát argentinský ostrostřelec Hernán Crespo.
22. dubna 2001 porazilo Lazio doma Vicenzu 2:1 a Karel Poborský měl zásluhu na prvním gólu, po jeho střele do břevna se míč odrazil k Simeonemu a ten pohodlně skóroval do prázdné branky. Sezónu 2000/2001 zakončuje Lazio na třetí příčce, což klubu zaručuje 3. předkolo Ligy mistrů. Karel Poborský nastoupil v 19 zápasech a připsal si na konto jednu vstřelenou branku.

#### Sezóna 2001/2002
V úvodu následující sezóny 2001/2002 ztratil Karel Poborský jisté místo v základní sestavě, v prvních 6 kolech zasáhl do hry jen třikrát, přičemž nastřádal dohromady jen 78 minut. Nový trenér Alberto Zaccheroni jej moc nestavěl, preferoval jiný systém hry. Pak nastal obrat, český křídelník začal nastupovat opět v základu a Lazio Řím se dostalo do formy. V tisku se objevily zprávy, kam Karel Poborský po skončení smlouvy přestoupí, zájem měly mj. italské kluby AC Milán, Juventus Turín, Verona a Parma FC. Vzhledem k tomu, že český záložník uvažoval i o návratu do své vlasti, přišla také solidní nabídka pražské Sparty. Tři nabídky byly i z Německa, jedna z nich byla z Norimberku, ozvala se i Austria Vídeň.
Po prohraném derby s AS Řím 1:5 pocítili hráči hněv fanoušků. Automobil Karla Poborského byl mezi těmi, které rozzuření fanoušci zničili.
Závěr italské fotbalové sezóny byl dramatický, Lazio hrálo v posledním kole doma proti Interu Milán, jenž vedl tabulku o bod před druhým Juventusem a o dva body před AS Řím. Lazio však milánskému Interu Scudetto (italský titul) překazilo, vyhrálo 4:2 a mistrem se stal Juventus Turín s Pavlem Nedvědem. Karel Poborský se podílel na výhře Lazia 2 góly, když v prvním poločase dvakrát srovnával skóre. Ke druhému gólu mu dopomohla chyba slovenského obránce Interu Vratislava Greška. Lazio Řím ukončilo sezónu na šestém místě za Juventusem, římským AS, Interem Milán, AC Milánem a AC Chievo. Poborský odehrál 27 zápasů a vstřelil v této sezóně 4 branky.

### AC Sparta Praha
Z rodinných důvodů své zahraniční angažmá ukončil a neakceptoval nabídku na prodloužení smlouvy v Laziu ani nepřijal další angažmá v cizině. Vrátil se do České republiky, kde se v květnu 2002 upsal klubu AC Sparta Praha, s 12 miliony korun ročně se stal nejlépe placeným fotbalistou české ligy. Dostal dres s číslem 6, se stejným číslem začínal i v Laziu.
Hned v první sezóně 2002/2003 získal se Spartou mistrovský titul. V následující sezóně 2003/2004 skončil pražský klub na 2. místě za Baníkem Ostrava. V obou sezonách odehrál Poborský shodně 28 zápasů.
Po úspěšném vystoupení na ME 2004, kde český tým získal společně s Nizozemskem bronzové medaile a Karel Poborský se stal nejlepším nahrávačem turnaje  se objevily lukrativní nabídky na přestup do zahraničí. Mimo jiné přišla nabídka z Kataru, kde by si český záložník přišel údajně až na 60 milionů korun ročně. Karel Poborský se rozhodl zůstat v České republice a pokračovat ve Spartě.
V sezóně 2004/2005 dovedl Karel Poborský jako kapitán Spartu k dalšímu mistrovskému titulu v české lize. V sezóně byl z týmu odvolán trenér František Straka, přestože klub vedl s náskokem 9 bodů ligovou tabulku  a jeho pozici zaujal Jaroslav Hřebík. Ten se stal u fanoušků neoblíbeným, byl kritizován za špatný herní projev mužstva. Tato trenérská rošáda byla velmi medializována a vyvolala spoustu zlé krve. Karel Poborský byl rovněž propírán tiskem.
Svou čtvrtou sezónu v barvách Sparty Karel Poborský nedokončil. Mezi hráčem a trenérem Hřebíkem byly napjaté vztahy, Poborský se v 5. kole proti Jihlavě nedostal do základní sestavy. Ve druhém poločase nastoupil a přihrál na druhý gól Sparty (utkání skončilo vítězstvím pražského týmu 2:0). V zápase se Slováckem (televizní utkání) stáhl Hřebík Poborského v 68. minutě ze hřiště, což někteří fotbaloví odborníci vnímali jako špatný psychologický tah. Karel Poborský zareagoval tím, že složil kapitánskou funkci. Uvedl, že nesdílí některé trenérovy metody. V září 2005 byl šéfem klubu Danielem Křetínským odvolán ze sparťanského A-týmu.
Karel Poborský odehrál za Spartu Praha 86 zápasů a dal 25 gólů.

#### Vystoupení v Lize mistrů UEFA
V sezóně Ligy mistrů UEFA 2002/2003 se nepodařilo Spartě s Poborským v sestavě postoupit do hlavní části, ve třetím předkole ji vyřadil belgický klub KRC Genk po výsledcích 2:0 (výhra Genku doma) a 4:2 (výhra Sparty doma), Genk postoupil díky většímu počtu vstřelených branek na hřišti soupeře.
AC Sparta se do skupinové fáze Ligy mistrů dostala v následující sezóně Ligy mistrů 2003/2004, kdy v třetím předkole vyřadila makedonský celek FK Vardar Skopje (2:3 výhra Sparty ve Skopje a domácí remíza 2:2). Kapitán Karel Poborský dal v prvním utkání dva góly a ve druhém jeden vstřelil a na druhý nahrával Liboru Sionkovi.
V základní skupině G se Sparta dvakrát střetla s anglickou Chelsea FC, tureckým klubem z Istanbulu Beşiktaş JK a italským Laziem Řím, tedy klubem, kde Poborský hrál před svým příchodem do Sparty. Právě proti Laziu se Poborský jednou trefil (1. října 2003), zvyšoval na 2:0 pro hosty, nicméně domácí Lazio stihlo srovnat na konečných 2:2. 22. října 2003 hrála Sparta Praha doma proti Beşiktaşi, Karel Poborský vstřelil v 84. minutě vítězný gól na 2:1. Pražský tým postoupil ze skupiny ze druhého místa (první skončila Chelsea, 13 bodů) se ziskem 8 bodů do osmifinále, kde se střetla s AC Milánem. První zápas na Letné skončil bezbrankovou remízou 0:0, ve druhém utkání zvítězil italský celek na stadionu San Siro 4:1 a postoupil dál, Sparta byla vyřazena.

### Dynamo České Budějovice
Po vyřazení ze sparťanského A-týmu hostoval v druholigových Českých Budějovicích, v klubu, jehož byl spolumajitelem a v němž začínal svou profesionální kariéru. Tady se sešel s trenérem Františkem Ciprem, s nímž spolupracoval již v roce 1996 během úspěšné sezóny ve Slavii Praha. Od začátku hrál s obrovským elánem a protihráči z něj měli mnohdy přílišný respekt.
V prosinci 2005 se Sparta s Poborským dohodla na předčasném rozvázání kontraktu a přestupu do jihočeského klubu, kde se stal hráčem a zároveň nejvyšším mužem představenstva v jedné osobě. V jarní části sezóny jeho forma poklesla a přišlo svalové zranění, které jej v závěrečných kolech vyřadilo ze hry. Dynamu se na konci sezóny podařilo postoupit zpátky do 1. ligy, Poborský ve 14 druholigových zápasech nastřádal 8 branek.
V ročníku 2006/2007 Gambrinus ligy odehrál Karel Poborský jen 9 zápasů a vstřelil 2 góly.
Svou hráčskou kariéru ukončil v posledním 30. kole Gambrinus ligy (28. května 2007) v domácím zápase se Slavií (České Budějovice prohrály 1:2).

### Hráčské statistiky
Statistiky Karla Poborského v jednotlivých klubech, v nichž působil:
| Sezona    | Klub                                    | Soutěž                         | Zápasy | Góly |
| --------- | --------------------------------------- | ------------------------------ | ------ | ---- |
| 1991/1992 | SK Dynamo České Budějovice              | 1. česká liga                  | 26     | 1    |
| 1992/1993 | SK Dynamo České Budějovice              | 1. česká liga                  | 29     | 7    |
| 1993/1994 | SK Dynamo České Budějovice              | 1. česká liga                  | 27     | 8    |
| 1994/1995 | Viktoria Žižkov                         | 1. česká liga                  | 27     | 10   |
| 1995/1996 | Viktoria Žižkov Slavia Praha            | 1. česká liga                  | 1 27   | 0 11 |
| 1996/1997 | Manchester United                       | Premier League                 | 28     | 3    |
| 1997/1998 | Manchester United Benfica Lisabon       | Premier League Liga Zon Sagres | 9 21   | 2 5  |
| 1998/1999 | Benfica Lisabon                         | Liga Zon Sagres                | 32     | 5    |
| 1999/2000 | Benfica Lisabon                         | Liga Zon Sagres                | 29     | 5    |
| 2000/2001 | Benfica Lisabon Lazio Řím               | Liga Zon Sagres Serie A        | 17 19  | 1    |
| 2001/2002 | Lazio Řím                               | Serie A                        | 27     | 4    |
| 2002/2003 | Sparta Praha                            | 1. česká liga                  | 28     | 7    |
| 2003/2004 | Sparta Praha                            | 1. česká liga                  | 28     | 11   |
| 2004/2005 | Sparta Praha                            | 1. česká liga                  | 24     | 6    |
| 2005/2006 | Sparta Praha SK Dynamo České Budějovice | 1. česká liga 2. česká liga    | 6 14   | 1 8  |
| 2006/2007 | SK Dynamo České Budějovice              | 1. česká liga                  | 9      | 2    |

## Reprezentační kariéra

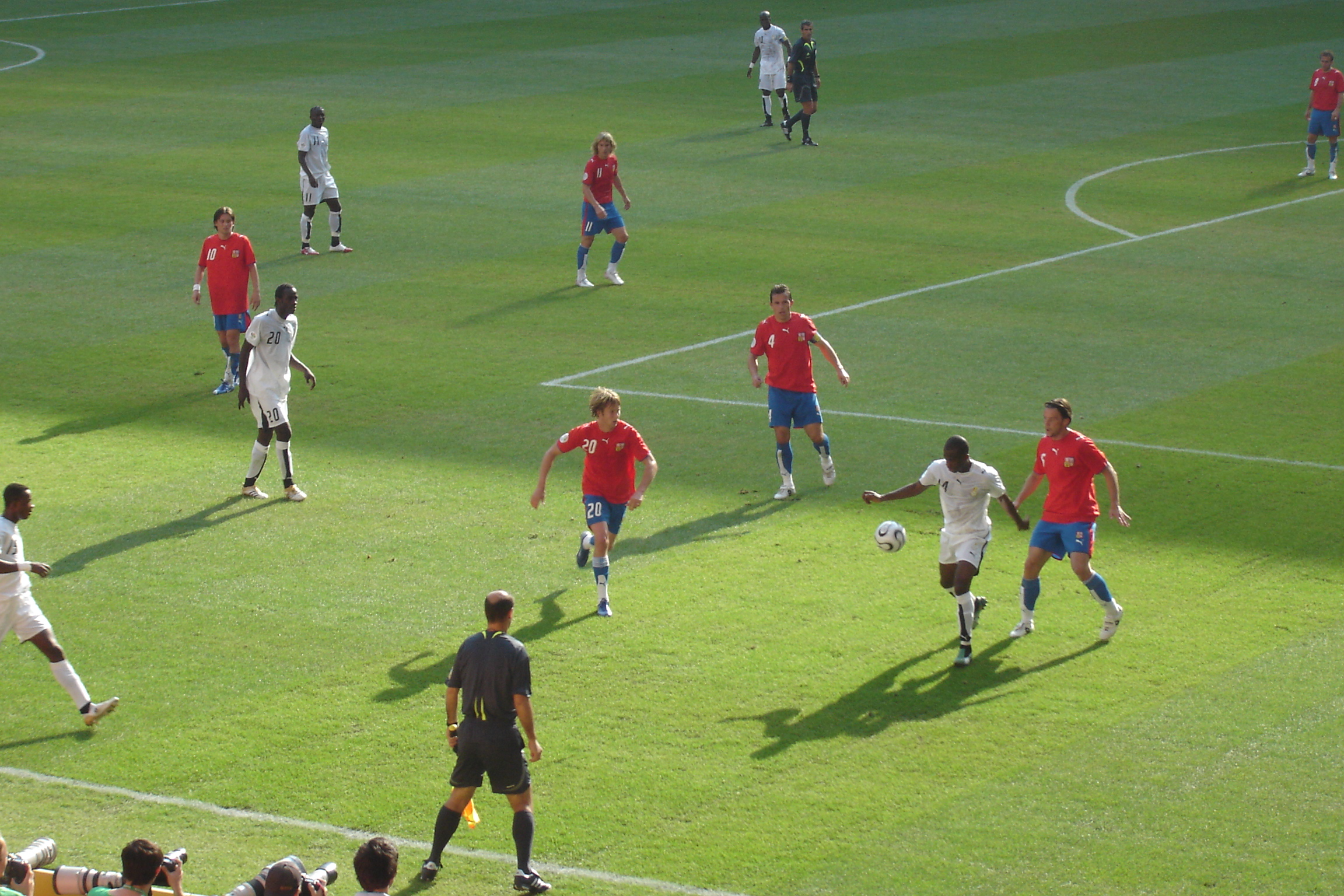
Utkání ČR - Ghana (0:2) na MS 2006, v němž Karel Poborský odehrál 55 minut (nachází se s číslem 8 v pravém horním rohu).

Karel Poborský debutoval za české reprezentační A-mužstvo 23. února 1994 v Istanbulu proti Turecku (výhra ČR 4:1), byl to zároveň první zápas samostatné České republiky od rozdělení Československa. Poborský nastoupil v základní sestavě a hrál do 78. minuty, kdy byl vystřídán Tomášem Řepkou.
Karel Poborský se zúčastnil celkem 4 vrcholových šampionátů:
- ME 1996 v Anglii
- ME 2000 v Nizozemsku a Belgii
- ME 2004 v Portugalsku
- MS 2006 v Německu

Poborský jako první český reprezentant překonal hranici 100 reprezentačních zápasů a v roce 2004 přidal další reprezentační úspěch – 3. místo na mistrovství Evropy v Portugalsku.
V březnu 2007 se s českou reprezentací oficiálně rozloučil, k poslednímu zápasu však nastoupil již 22. června na MS 2006 proti Itálii (prohra 0:2). Celkem odehrál 118 utkání s bilancí 71 výher, 23 remíz a 24 proher, vstřelil 8 gólů.

### EURO 1996
V roce 1996 byl členem českého reprezentačního výběru na Mistrovství Evropy v Anglii, kde mužstvo vybojovalo stříbrné medaile. V základní skupině nastoupil ve všech 3 zápasech: s Německem (prohra 0:2), s Itálií (výhra 2:1) a s Ruskem (remíza 3:3).
Do povědomí fotbalového publika se dostal především svým gólovým "dloubákem" ve čtvrtfinále proti týmu Portugalska. Tento gól zvolili fanoušci internetovým hlasováním na stránkách UEFA za nejpohlednější gólovou akci v dějinách Mistrovství Evropy. V 53. minutě přebral přihrávku a vydal se směrem k portugalské brance přes několik protihráčů. Míč mu sice utekl, ale vzápětí se k němu odrazil zpátky a Poborský měl před sebou volný prostor. Před pokutovým územím se rozhodl přelobovat brankáře Vítora Baíu. Český tým pak hubený náskok ubránil.
V semifinále proti Francii (zápas skončil 0:0 po prodloužení) přispěl v penaltovém rozstřelu proměněným pokutovým kopem k postupu do finále turnaje. 30. června 1996 nastoupil v základní sestavě českého týmu ve finále proti Německu a odehrál 86 minut, poté jej trenér Dušan Uhrin nahradil Vladimírem Šmicrem. České reprezentaci se nepodařilo navázat na titul Československa z roku 1976 a souboj s Německem prohrála 1:2 po prodloužení zlatým gólem Olivera Bierhoffa.

### Konfederační pohár FIFA 1997
Česká republika se zúčastnila Konfederačního poháru FIFA v roce 1997 v saúdskoarabském Rijádu, kam se kvalifikovala jako finalista Mistrovství Evropy z roku 1996, neboť vítězné Německo se odmítlo zúčastnit. V základní skupině B se český tým postupně střetl s Jihoafrickou republikou, Uruguayí a Spojenými arabskými emiráty.
V prvním utkání 13. prosince 1997 proti Jihoafrické republice střídal v 83. minutě Karel Poborský Vladimíra Šmicera za stavu 2:1 pro ČR, utkání skončilo remízou 2:2. V dalším zápase 15. prosince 1997 proti Uruguayi nastoupil Poborský v základní sestavě a ve 40. minutě uviděl červenou kartu, český tým neudržel v oslabení remízu 1:1, vítězství Uruguaye zařídil v 88. minutě Marcelo Zalayeta. V posledním utkání základní skupiny českého týmu proti Spojeným arabským emirátům 17. prosince 1997 se Poborský nepředstavil, ČR vyhrála vysoko 6:1. Česká reprezentace obsadila se 4 body druhé místo ve skupině za 9-bodovou Uruguayí a v semifinále se střetla 19. prosince 1997 s Brazílií. Karel Poborský vystřídal v 82. minutě Michala Horňáka, ČR podlehla Brazílii 0:2.
V zápase o třetí místo 21. prosince 1997 se ČR utkala se svým sokem ze základní skupiny Uruguayí, kterého tentokrát porazila 1:0 gólem Edvarda Lasoty. Karel Poborský vystřídal v 78. minutě Vladimíra Šmicera a mohl se radovat ze zisku bronzových medailí.

### EURO 2000
Český tým se na Euro 2000 kvalifikoval deseti výhrami a v žebříčku FIFA se nacházel na druhém místě za Brazílií, přesto nepatřil k favoritům turnaje, octl se totiž v tzv. skupině smrti, kde se utkal s favorizovanými mužstvy Francie a Nizozemí a nevyzpytatelným Dánskem. V prvním zápase 11. června 2000 proti Nizozemí odehrál Karel Poborský celé utkání, v jehož závěru Frank de Boer proměnil pokutový kop nařízený italským rozhodčím Pierluigim Collinou a ČR prohrála 0:1.
V dalším utkání 16. června s Francií se Karel Poborský prosadil gólově, ve 35. minutě proměnil pokutový kop a srovnal na průběžných 1:1. Tento gól však nevedl k bodovému zisku, neboť v 60. minutě vstřelil vítězný gól Francie Youri Djorkaeff a rozhodl tak o tom, že český tým nepostoupí do čtvrtfinále. Poslední utkání 21. června 2011 s Dánskem bylo střetnutím dvou týmů, které již neměly šanci postoupit, lépe je zvládl český celek s Karlem Poborským v základní sestavě, když vyhrál 2:0.

### EURO 2004
Na tomto evropském šampionátu byl český tým nalosován opět do poměrně těžké skupiny s Německem, Nizozemskem a Lotyšskem. V prvním utkání 15. června 2004 proti Lotyšsku prohrávalo Česko po gólu Mārise Verpakovskise 0:1, když v 73. minutě Karel Poborský předvedl u postranní čáry takřka baletní kreaci, ošálil dva lotyšské hráče a nacentroval do pokutového území, kde lotyšský brankář Aleksandrs Koļinko míč vyboxoval pouze k Milanu Barošovi, jenž ho po zpracování napálil do sítě. Marek Heinz zajistil pro české barvy v 85. minutě vítězství 2:1.
Druhý zápas nastoupila česká reprezentace 19. června 2004 na stadionu v Aveiru proti Nizozemsku. V památném utkání prohrávala záhy 0:2, ale dokázala otočit na 3:2 a jako jediná si zajistit postup do čtvrtfinále již ve druhém kole (napomohly tomu remízové zápasy ostatních soupeřů ve skupině), navíc z prvního místa. Když trenér Karel Brückner stáhl ze hřiště chybujícího Zdeňka Grygeru a nahradil ho Vladimírem Šmicrem, na místo pravého obránce se posunul Karel Poborský. V 88. minutě přišla jeho chvíle, brankář Edwin van der Sar k němu vyrazil Heinzovu střelu, český záložník s defenzivními úkoly se však neukvapil, místo střely volil přihrávku lépe postavenému Vladimíru Šmicerovi, jenž dával vítězný gól na 3:2 do prázdné brány.
V posledním vystoupení českého celku v základní skupině si trenér mohl dovolit 9 změn v sestavě, Karel Poborský se dostal na hřiště až v 70. minutě. Česko porazilo Němce 2:1 a vyhrálo skupinu s plným počtem bodů (9).
Ve čtvrtfinále 27. června 2004 narazilo národní mužstvo na Dánsko, tým vyznávající taktéž ofenzivní hru. Ve 49. minutě otevřel skóre hlavičkující Jan Koller po centru Karla Poborského. V 63. minutě našel Poborský přihrávkou za obranu tentokrát Milana Baroše, jenž obloučkem přelstil dánského brankáře Thomase Sørensena. Baroš poté přidal ještě jednu branku a české mužstvo zvítězilo nad skandinávským soupeřem přesvědčivě 3:0.
V semifinále se favorizovaný český tým utkal s překvapením turnaje Řeckem a podlehl mu 0:1 po prodloužení, rozhodl stříbrný gól Traianose Dellase. Karel Poborský odehrál celý zápas.
Karel Poborský se stal se 4 asistencemi nejlepším nahrávačem turnaje.

### Mistrovství světa 2006
Na MS 2006 se střetla česká reprezentace v základní skupině E postupně s USA, Ghanou a Itálií. První zápas 12. června 2006 proti USA vyhrál český tým jednoznačně 3:0, Poborský se podílel na druhé brance v síti Američanů. 17. června 2006 přichází prohra 0:2 s týmem Ghany, Poborský byl střídán v 55. minutě Jiřím Štajnerem. 22. června prohrává česká reprezentace stejným poměrem i poslední zápas základní skupiny s Itálií a s turnajem se loučí na nepostupovém třetím místě se ziskem 3 bodů za Itálií a Ghanou. Karel Poborský odehrál první poločas a poté byl opět vystřídán Jiřím Štajnerem.

### Reprezentační góly a zápasy
Seznam gólů Karla Poborského v A-mužstvu České republiky 
| Gól | Datum        | Stadion                                | Soupeř              | Skóre (min.) | Výsledek | Soutěž                   | Gól          |
| --- | ------------ | -------------------------------------- | ------------------- | ------------ | -------- | ------------------------ | ------------ |
| 010 | 023. 6. 1996 | Villa Park, Birmingham, Anglie         | Portugalsko         | 01:00 (53.)  | 1:0      | EURO 1996                | padl ze hry  |
| 02  | 08. 9. 1999  | Na Stínadlech, Teplice                 | Bosna a Hercegovina | 03:00 (67.)  | 3:0      | Kvalifikace na EURO 2000 | padl ze hry  |
| 03  | 016. 6. 2000 | Jan Breydel Stadion, Brusel, Belgie    | Francie             | 01:10 (35.)  | 1:2      | EURO 2000                | pokutový kop |
| 04  | 02. 9. 2000  | Sofie, Bulharsko                       | Bulharsko           | 00:10 (73.)  | 0:1      | Kvalifikace na MS 2002   | pokutový kop |
| 05  | 16. 10. 2002 | Na Stínadlech, Teplice                 | Bělorusko           | 01:00 (7.)   | 2:0      | Kvalifikace na EURO 2004 | padl ze hry  |
| 06  | 010. 9. 2003 | Letná, Praha                           | Nizozemí            | 02:00 (38.)  | 3:1      | Kvalifikace na EURO 2004 | padl ze hry  |
| 07  | 12. 11. 2003 | Na Stínadlech, Teplice                 | Kanada              | 03:00 (56.)  | 5:1      | přátelské utkání         | padl ze hry  |
| 08  | 01. 3. 2006  | Atatürkův olympijský stadion, Istanbul | Turecko             | 00:10 (20.)  | 2:2      | přátelské utkání         | pokutový kop |

Zápasy Karla Poborského v A-mužstvu České republiky 
| Rok    | Zápasy | Góly |
| ------ | ------ | ---- |
| 1994   | 6      | 0    |
| 1995   | 5      | 0    |
| 1996   | 12     | 1    |
| 1997   | 9      | 0    |
| 1998   | 8      | 0    |
| 1999   | 11     | 1    |
| 2000   | 10     | 2    |
| 2001   | 11     | 0    |
| 2002   | 10     | 1    |
| 2003   | 8      | 2    |
| 2004   | 11     | 0    |
| 2005   | 10     | 0    |
| 2006   | 7      | 1    |
| Celkem | 118    | 8    |

## Fotbalový funkcionář
Od roku 2006 je předsedou představenstva fotbalového klubu SK Dynamo České Budějovice, v roce 2009 se stal členem výkonného výboru Českomoravského fotbalového svazu. Od roku 2011 byl předsedou nově vzniklé České asociace fotbalových hráčů, jejímž cílem je hájit zájmy fotbalistů při jednání s kluby, Fotbalovou asociací ČR a dalšími organizacemi a zajišťovat jim právní a sociální podporu. K 30. červnu 2013 Poborský na post předsedy ČAFH rezignoval vzhledem k množství úkolů, která má v klubu SK Dynamo.
V červnu 2007 se stal technickým vedoucím reprezentace ČR, tuto funkci spočívající v řešení úkolů spojených s provozem týmu vykonával do dubna 2009, kdy během zasedání výkonného výboru ČMFS rezignoval.

## Podnikatelská a politická angažovanost
Již v roce 1998 vstoupil Karel Poborský se svými kamarády z Třeboně Jiřím Šimečkem a Martinem Sedláčkem, kteří tehdy neměli na rozjezd společnosti dost peněz a obávali se vysokých úvěrů a jako společník a spolumajitel do firmy Resi Třeboň spol. s. r. o., která vyrábí zdravotní lůžka a polohovací lehátka, přes polovinu produkce vyvážejí do západní Evropy. V srpnu 2003 založili manželé Poborští firmu Poborský s. r. o., která podniká s realitami a od února 2006 také v hostinské činnosti. V centru Českých Budějovic koupili dům (Dr. Stejskala 427/13), v němž zřídili kavárnu Dolcetto, v Praze v Pařížské vlastní byt. V srpnu 2005 se Karel Poborský stal společně s Jiřím Irrou, vlastníkem firmy Poborský VIII sport, s.r.o., která provozovala síť obchodů Stevesport se sportovními potřebami v pěti českých městech. Společníkem v této firmě byl Poborský až do února 2011. V krajských volbách 2012 kandidoval na 8. místě kandidátky jihočeské ODS. Ve volbách získal 2266 preferenčních hlasů, posunul se na kandidátce ODS z osmého místa na třetí a byl zvolen do krajského zastupitelstva Jihočeského kraje. V březnu 2013 však jeho zastupitelský mandát zanikl se změnou trvalého bydliště, neboť se z osobních důvodů odstěhoval z Hluboké nad Vltavou do Prahy.

## Soukromý život
Karel Poborský je ženatý, s manželkou Marcelou mají syna Patricka a dceru Kláru. V březnu 2013 se kvůli své nové partnerce odstěhoval od rodiny z domu v jihočeském městě Hluboká nad Vltavou do Prahy. Nyní pracuje jako fotbalový expert pro ČT Sport. 

## Úspěchy

### Klubové
SK Slavia Praha
- 1× vítěz 1. české fotbalové ligy (1995/1996)

Manchester United FC
- 1× vítěz Premier League (1996/1997)

AC Sparta Praha
- 2× vítěz 1. české fotbalové ligy (2002/2003, 2004/2005)
- 1× vítěz Poháru ČMFS (2003/2004)

### Reprezentační
- 1× účast na MS (2006 - základní skupina)
- 3× účast na ME (1996 - 2. místo, 2000 - základní skupina, 2004 - 3. místo)
- 1× účast na Konfederačním poháru FIFA (1997 - 3. místo)

### Individuální
- 1× vítěz ankety Fotbalista roku v ČR (1996 - společně s Patrikem Bergrem) [58]
- ME 1996 All-Star Team
- 3× Osobnost ligy v ČR (2003, 2004, 2005)[58]